# 蒙得维的亚区
6°37′59″S 77°43′01″W / 6.63306°S 77.71694°W
蒙得维的亚区（西班牙語：Distrito de Montevideo），是秘魯的一個區，位於該國北部亞馬遜大區的查查波亞斯省，始建於1933年11月3日，面積119平方公里，海拔高度2,450米，2005年人口951，人口密度每平方公里8人。